# Hideto Suzuki
Hideto Suzuki (Hamamatsu, 7. listopada 1974.) japanski je nogometaš.

## Klupska karijera
Igrao je za Júbilo Iwata.

## Reprezentativna karijera
Za japansku reprezentaciju igrao je 1997. godine. Odigrao je 1 utakmice.
S japanskom reprezentacijom Hideto Suzuki je igrao na Copa América 1999.

## Statistika
| Japan  | Japan | Japan |
| Godina | Nast. | Gol.  |
| ------ | ----- | ----- |
| 1997.  | 1     | 0     |
| Ukupno | 1     | 0     |

## Vanjske poveznice
- National Football Teams
- Japan National Football Team Database